# История Сиккима
Первое упоминание Сиккима в письменных источниках связано с путешествием буддийского святого Гуру Ринпоче — Падмасамбхава, основателя тибетского буддизма, посетившего Сикким в VIII веке. Он благословил страну, распространил в ней буддизм и предсказал установление монархии через несколько сотен лет. Таким образом, дальнейшее развитие Сиккима испытало сильное тибетское влияние. В XIV веке принц Кье Бумса из восточного Тибета (Кхам), следуя божественному откровению, явившемуся ему во сне, совершил путешествие на юг, и его потомки позже стали королями (чогьялами) Сиккима.

## XVII—XIX века
В 1642 году потомок Кье Бумса, Пунцог Намгьял, был в Юксоме (Юксуме) провозглашён первым королём Сиккима тремя великими ламами, независимо друг от друга пришедшими в Юксом с севера, запада и востока.
Юксом стал первой столицей Сиккима. Пунцог Намгьял установил буддизм в качестве государственной религии Сиккима и способствовал возникновению монастырей.

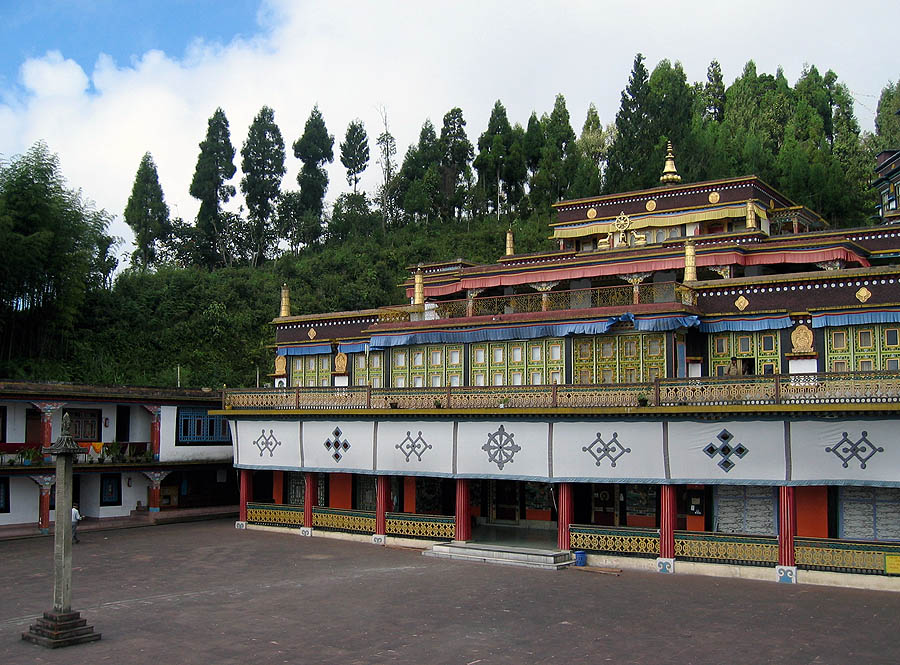
Монастырь Румтек

В 1670 году Пунцог Намгьялу наследовал его сын, Тэнсунг Намгьял, который перенёс столицу из Юксома в Рабденце. Это оказалось неудачным ходом, так как новая столица была расположена слишком близко к границе с Непалом и часто подвергалась военным нападениям. В 1793 году столица была перенесена в Тумлонг в Северном Сиккиме.
В 1700 году на Сикким напал Бутан, пользовавшийся поддержкой сводной сестры чогьяла, притязания которой на трон были отвергнуты. Через десять лет бутанцы были изгнаны тибетцами, восстановившими королевскую власть. В период с 1717 по 1733 годы на Сикким постоянно нападали непальцы (однажды полностью разрушившие столицу) с запада и бутанцы с востока. В результате Сикким потерял большую часть своей территории, которая в период наибольшего расцвета доходила почти до Пагри на севере, Паро на востоке, границы Бихара на юге и реки Тамар на западе.
В 1791 году китайская империя Цин направила войска, чтобы защитить Сикким и Тибет от гуркхов, после чего установила контроль над Сиккимом. После установления британского контроля над соседней Индией, Сикким стал искать союза с англичанами против общего врага — Непала. Очередное нападение Непала на Сикким привело к вмешательству Британской Ост-Индской компании. Англо-непальская война 1814—1816 годов завершилась заключением Сугаульского мирного договора 1816 года между Непалом и Сиккимом, за которым последовало подписание Титалийского мирного договора 1817 года между Сиккимом и Британской Индией. По последнему договору территория, захваченная Непалом, была возвращена Сиккиму. Отношения между Британской Индией и Сиккимом обострились несколько позже, когда англичане обложили налогом область Моранг в Сиккиме. В 1849 году экспедиция двух британских исследователей, Джозеф Долтон Гукер и Артур Кэмпбелл (последний отвечал за связи британского и сиккимского правительств) проникла в Сикким без разрешения и предварительного уведомления. Они были задержаны и брошены в тюрьму. Британия послала Сиккиму ультиматум, и оба были освобождены после месяца заключения. Тем не менее, Британия в феврале 1850 года послала карательную экспедицию против Сиккима, в результате чего Дарджилинг и Моранг были присоединены к Индии (последний сейчас расположен в Непале). Сикким выбрал тактику нападений на Индию, в результате чего в 1860 и 1861 годах были организованы ещё две карательные экспедиции. Англичане захватили столицу Тумлонг и подписали мирный договор с Сиккимом в 1861 году, по которому Сикким стал британским протекторатом. Договор, в частности, предусматривал ежегодную финансовую поддержку чогьяла. В 1886 году северная часть Сиккима была занята Тибетом, который рассматривал строительство англичанами дорог как угрозу собственной безопасности. В 1888 году тибетские войска попытались продвинуться, но подразделения британской армии вынудили их уйти из Сиккима. В 1894 году столица была перенесена из Тумлонга в Гангток.

## XX век

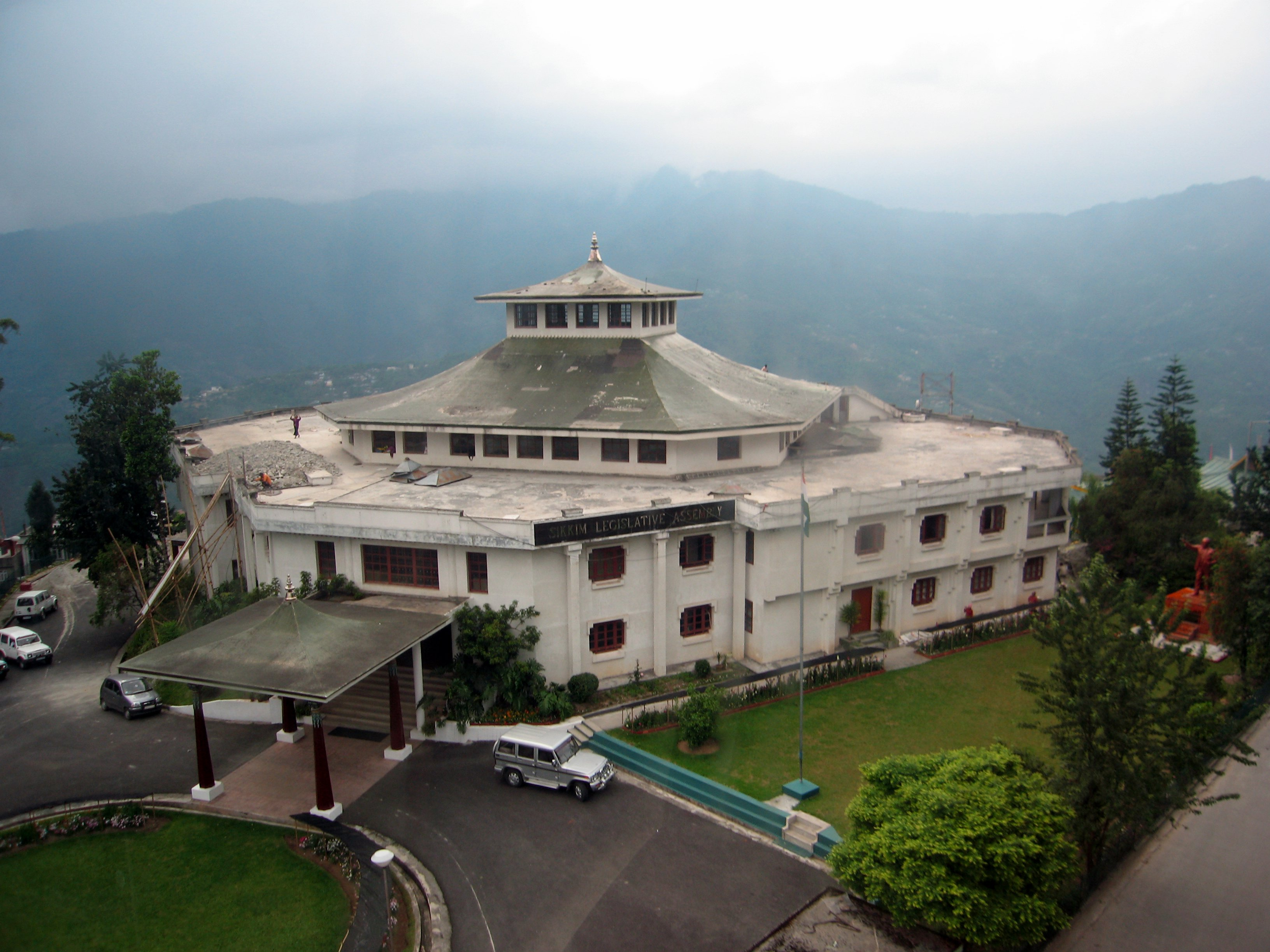
Здание Национальной Ассамблеи Сиккима в Гангтоке

Сикким был открыт для посещения иностранцами, но требовалось получить специальное разрешение, а также нанять караван носильщиков, что было дорогостоящим мероприятием. Таким образом в 1930 году Сикким посетил находившийся в Индии философ Мирча Элиаде. В 1924 году в течение девяти месяцев в Сиккиме жил Николай Константинович Рерих с семьёй.
Во время Второй мировой войны граждане Сиккима имели возможность поступить на службу в британскую армию. Так, уроженец Сиккима гуркха Ганджу Лама отличился в боевых действиях в Бирме и стал единственным сиккимцем, награждённым британским крестом Виктории.
В 1947 году при предоставлении Индии независимости в Сиккиме был проведён референдум, предложение о вхождении в состав Индии было отвергнуто, и премьер-министр Индии Джавахарлал Неру подписал соглашение о протекторате Индии над Сиккимом. Сикким сохранял полную автономию, но предоставлял Индии контроль над внешней политикой, обороной и связью. Индия также представляла Сикким на международной арене. До 1955 года Сикким являлся абсолютной монархией, затем был учреждён Государственный совет для формирования конституционного правительства. По соглашению, заключённому в 1951 году, половина мест в Государственном совете отводились представителям коренного населения Сиккима — бхутия и лепча, другая половина — потомкам переселенцев из Непала. К 1970-м годам доля непальского населения существенно увеличилась, такое распределение власти более не отражало реальную картину, и популярность чогьяла, Палден Тондуп Намгьяла, падала. В 1973 году у дворца прошли демонстрации, после которых было подписано новое соглашение, в частности, предусматривающее всеобщие выборы в Государственное Собрание. Выборы прошли в апреле 1974 года, а 3 июля 1974 года была принята конституция, по которой власть чогьяла была несколько ограничена. В 1975 году премьер-министр Кази Лхендуп Дорджи Кхангсарпа, находившийся в оппозиции чогьялу, обратился к парламенту Индии с просьбой о преобразовании Сиккима в штат Индии. В апреле индийские войска оккупировали Сикким, захватили Гангток и разоружили дворцовую охрану. Был проведён референдум, на котором 97,5 % проголосовавших (при явке в 59 %) высказались за присоединение к Индии. 16 мая 1975 года Сикким официально вошёл в состав Индии, монархия прекратила своё существование.

## XXI век
Вплоть до 2003 года правительство соседнего Китая не признавало Сикким индийским штатом, и на китайских картах он обозначался как отдельное государство. В 2000 году, когда Ургьен Тринле Дордже, признанный Китаем в качестве семнадцатого воплощения Кармапы, бежал в монастырь Румтек в Сиккиме, Китай не смог заявить официальный протест Индии, так как считал Сикким независимым государством. С 2003 года этот вопрос считается китайской стороной «оставленным историей вопросом», который подлежит окончательному разрешению в будущем «по мере улучшения и развития китайско-индийских отношений». В качестве ответного шага на фактическое признание Китаем индийского суверенитета над Сиккимом, Индия признала Тибет составной частью КНР. 6 июля 2006 года был открыт пограничный переход на перевале Нату-Ла. С китайской стороны планируется строительство шоссе, а потом железной дороги в сторону сиккимской границы.